# Sabendak
Sabendak (mađ. Dunaszentbenedek) je selo u jugoistočnoj Mađarskoj.
Zauzima površinu od 23,24 km četvornih.

## Zemljopisni položaj
Nalazi se u regiji Južnom Alföldu, na 46°37' sjeverne zemljopisne širine i 18°55' istočne zemljopisne dužine, uz istočnu obalu Dunava. Selo Vusad se prema sjeveru nastavlja u Sabendak, koji se prema sjeveroistoku nastavlja u Gider. Na suprotnoj obali Dunava, prema sjeverozapadu, nalazi se grad Pakša.
Za selo Sabendak je vezana i jedna pučka izreka tamošnjih Hrvata, koja govori o tome da ako Dunav poplavi ovo selo, da se isto sprema i susjednom Baćinu.

## Upravna organizacija
Upravno pripada kalačkoj mikroregiji u Bačko-kiškunskoj županiji. Poštanski broj je 6333.
Upravno mu pripada lučko mjesto Biškuovac (mađ. Biskó).

## Stanovništvo
U Sabendaku živi 960 stanovnika (2005.). Stanovnici su Mađari.